# Iwan Ozarkewycz (1795–1854)
Iwan Ozarkewycz (ur. w 1795, zm. 20 sierpnia 1854) – ksiądz greckokatolicki,
Wyświęcony w 1824 we Lwowie, objął parafię w Hłubokim, a następnie w Kołomyi. W 1848 był współzałożycielem Ruskiej Rady w Kołomyi. Był twórcą ukraińskiego amatorskiego teatru w Kołomyi.
Był ojcem Iwana Ozarkewycza księdza gr.-kat. i posła na Sejm Krajowy Galicji.